# Associazione Calcio Napoli 1953-1954
Questa voce raccoglie le informazioni riguardanti l'Associazione Calcio Napoli nelle competizioni ufficiali della stagione 1953-1954.

## Divise
| Prima divisa | Prima divisa | Prima divisa | Divisa portiere |

## Organigramma societario
Area direttiva
- Presidente: Achille Lauro

Area tecnica
- Allenatore: Eraldo Monzeglio

## Rosa
| N. |                     | Ruolo | Calciatore          |
| -- | ------------------- | ----- | ------------------- |
|    | Italia (bandiera)   | P     | Ottavio Bugatti     |
|    | Italia (bandiera)   | P     | Giuseppe Casari     |
|    | Italia (bandiera)   | P     | Biagio Dreossi      |
|    | Italia (bandiera)   | D     | Giulio Castelli     |
|    | Italia (bandiera)   | D     | Luciano Comaschi    |
|    | Italia (bandiera)   | D     | Pier Luigi Del Bene |
|    | Italia (bandiera)   | D     | Alberto Delfrati    |
|    | Italia (bandiera)   | D     | Bruno Gramaglia     |
|    | Italia (bandiera)   | D     | Giorgio Granata     |
|    | Ungheria (bandiera) | D     | Jenő Vinyei         |

| N. |                      | Ruolo | Calciatore               |
| -- | -------------------- | ----- | ------------------------ |
|    | Italia (bandiera)    | C     | Giovanni Ciccarelli      |
|    | Italia (bandiera)    | C     | Silvio Formentin         |
|    | Italia (bandiera)    | C     | Aldo Giovannini          |
|    | Argentina (bandiera) | C     | Bruno Pesaola (capitano) |
|    | Italia (bandiera)    | C     | Giancarlo Vitali         |
|    | Italia (bandiera)    | C     | Giovanni Ferraro         |
|    | Italia (bandiera)    | C     | Fermino Cassin           |
|    | Italia (bandiera)    | A     | Amedeo Amadei            |
|    | Svezia (bandiera)    | A     | Hasse Jeppson            |
|    | Italia (bandiera)    | A     | Salvatore Martire        |

## Risultati

### Serie A

#### Girone di andata
| Arbitro: | Marchetti (Milano) |

|                               |           |  |
| Formentin 5’ Pesaola 13’, 50’ | Marcatori |  |

| Arbitro: | Piemonte (Monfalcone) |

|  |           |                           |
|  | Marcatori | 56’ Formentin 82’ Jeppson |

| Arbitro: | Bernardi (Bologna) |

|                                           |           |                        |
| Jeppson 2’, 48’, 62’, 85’ Vitali 29’, 76’ | Marcatori | 27’, 43’, 59’ Bassetto |

| Arbitro: | Jonni (Macerata) |

|              |           |            |
| Olivieri 36’ | Marcatori | 35’ Amadei |

| Napoli 11 ottobre 1953 5ª giornata             | Napoli    | 0 – 1 referto | Milan | Stadio Arturo Collana |
| \| \| \| \| \| \| Marcatori \| 22’ Liedholm \| |           |               |       |                       |
|                                                |           |               |       |                       |
|                                                | Marcatori | 22’ Liedholm  |       |                       |

| Arbitro: | Bernardi (Bologna) |

|  |           |                                         |
|  | Marcatori | 18’ Vitali 34’, 59’ Jeppson 67’ Granata |

| Arbitro: | Arpaia (Roma) |

|             |           |  |
| Jeppson 55’ | Marcatori |  |

| Arbitro: | Rigato (Mestre) |

|               |           |                    |
| Formentin 75’ | Marcatori | 68’ (rig.) Baldini |

| Arbitro: | Liverani (Torino) |

|             |           |  |
| Novelli 44’ | Marcatori |  |

| Arbitro: | Guarnaschelli (Pavia) |

|                        |           |              |
| Amadei 15’, 21’ (rig.) | Marcatori | 54’ Castaldo |

| Milano 29 novembre 1953 11ª giornata | Inter | 2 – 0 referto | Napoli |  |

| Bologna 6 dicembre 1953 12ª giornata | Bologna | 0 – 0 referto | Napoli |  |

| Napoli 6 gennaio 1954 13ª giornata | Napoli | 1 – 0 referto | Legnano | Stadio Arturo Collana |

| Roma 27 dicembre 1953 14ª giornata | Roma | 0 – 0 referto | Napoli |  |

| Novara 3 gennaio 1954 15ª giornata | Novara | 1 – 1 referto | Napoli |  |

| Napoli 10 gennaio 1954 16ª giornata | Napoli | 0 – 2 A tav. referto | Genoa | Stadio Arturo Collana |

| Napoli 17 gennaio 1954 17ª giornata | Napoli | 1 – 2 referto | Juventus | Stadio Arturo Collana |

#### Girone di ritorno
| Palermo 31 gennaio 1954 18ª giornata | Palermo | 2 – 2 referto | Napoli |  |

| Napoli 7 febbraio 1954 19ª giornata | Napoli | 2 – 2 referto | Torino | Stadio Arturo Collana |

| Bergamo 14 febbraio 1954 20ª giornata | Atalanta | 1 – 1 referto | Napoli |  |

| Napoli 21 febbraio 1954 21ª giornata | Napoli | 3 – 1 referto | SPAL | Stadio Arturo Collana |

| Milano 28 febbraio 1954 22ª giornata | Milan | 3 – 2 referto | Napoli |  |

| Napoli 7 marzo 1954 23ª giornata | Napoli | 2 – 1 referto | Lazio | Stadio Arturo Collana |

| Trieste 14 marzo 1954 24ª giornata | Triestina | 1 – 1 referto | Napoli |  |

| Genova 21 marzo 1954 25ª giornata | Sampdoria | 1 – 0 referto | Napoli |  |

| Napoli 28 marzo 1954 26ª giornata | Napoli | 0 – 0 referto | Fiorentina | Stadio Arturo Collana |

| Udine 4 aprile 1954 27ª giornata | Udinese | 3 – 3 referto | Napoli |  |

| Napoli 18 aprile 1954 28ª giornata | Napoli | 2 – 1 referto | Inter | Stadio Arturo Collana |

| Napoli 25 aprile 1954 29ª giornata | Napoli | 2 – 1 referto | Bologna | Stadio Arturo Collana |

| Legnano 2 maggio 1954 30ª giornata | Legnano | 1 – 0 referto | Napoli |  |

| Napoli 9 maggio 1954 31ª giornata | Napoli | 1 – 0 referto | Roma | Stadio Arturo Collana |

| Napoli 16 maggio 1954 32ª giornata | Napoli | 5 – 1 referto | Novara | Stadio Arturo Collana |

| Genova 23 maggio 1954 33ª giornata | Genoa | 1 – 1 referto | Napoli |  |

| Torino 30 maggio 1954 34ª giornata | Juventus | 3 – 2 referto | Napoli |  |

## Statistiche

### Statistiche di squadra
| Competizione | Punti | In casa | In casa | In casa | In casa | In casa | In casa | In trasferta | In trasferta | In trasferta | In trasferta | In trasferta | In trasferta | Totale | Totale | Totale | Totale | Totale | Totale | DR  |
| Competizione | Punti | G       | V       | N       | P       | Gf      | Gs      | G            | V            | N            | P            | Gf           | Gs           | G      | V      | N      | P      | Gf     | Gs     | DR  |
| ------------ | ----- | ------- | ------- | ------- | ------- | ------- | ------- | ------------ | ------------ | ------------ | ------------ | ------------ | ------------ | ------ | ------ | ------ | ------ | ------ | ------ | --- |
| Serie A      | 38    | 17      | 11      | 3       | 3       | 32      | 17      | 17           | 2            | 9            | 6            | 20           | 21           | 34     | 13     | 12     | 9      | 52     | 38     | +14 |
| Totale       | 38    | 17      | 11      | 3       | 3       | 32      | 17      | 17           | 2            | 9            | 6            | 20           | 21           | 34     | 13     | 12     | 9      | 52     | 38     | +14 |

### Statistiche dei giocatori
| Giocatore     | Serie A  | Serie A |
| Giocatore     | Presenze | Reti    |
| ------------- | -------- | ------- |
| A. Amadei     | 34       | 10      |
| O. Bugatti    | 34       | -36     |
| F. Cassin     | 3        | 1       |
| G. Castelli   | 24       | 1       |
| G. Ciccarelli | 29       | 5       |
| L. Comaschi   | 29       | 0       |
| A. Delfrati   | 8        | 0       |
| G. Ferraro    | 3        | 0       |
| S. Formentin  | 15       | 3       |
| A. Giovannini | 1        | 0       |
| B. Gramaglia  | 31       | 0       |
| G. Granata    | 33       | 1       |
| H. Jeppson    | 32       | 20      |
| S. Martire    | 3        | 0       |
| B. Pesaola    | 34       | 2       |
| J. Vinyei     | 32       | 0       |
| G. Vitali     | 29       | 6       |